# مارجوري رينولدز
مارجوري رينولدز (بالإنجليزية: Marjorie Reynolds)‏ هي ممثلة أمريكية، ولدت في 12 أغسطس 1917 في الولايات المتحدة، وتوفيت بنفس المكان في 1 فبراير 1997 بسبب قصور القلب. بدأت مشوارها المهني سنة 1923.

## أعمال

### أفلام
- (1939) ذهب مع الريح[5][6]
- (1942) حانة السعادة

## وصلات خارجية
- مارجوري رينولدز على موقع IMDb (الإنجليزية)
- مارجوري رينولدز على موقع ألو سيني (الفرنسية)
- مارجوري رينولدز على موقع ميوزك برينز (الإنجليزية)
- مارجوري رينولدز على موقع أول موفي (الإنجليزية)
- مارجوري رينولدز على موقع قاعدة بيانات الأفلام السويدية (السويدية)
- مارجوري رينولدز على موقع إن إن دي بي (الإنجليزية)
- مارجوري رينولدز على موقع قاعدة بيانات الفيلم (الإنجليزية)
- مارجوري رينولدز على موقع كينوبويسك (الروسية)